# 林雷縣
林雷縣是印度的一個縣，位於該國東北部，由米佐拉姆邦負責管轄，面積4,536平方公里，識字率為88.86%，2001年人口161,428，人口密度每平方公里36人。

## 外部連結
- Official site （页面存档备份，存于）

22°54′36″N 92°45′36″E / 22.91000°N 92.76000°E